# Great Balls of Fire! (film)
Great Balls of Fire! är en amerikansk film från 1989 regisserad av Jim McBride. Filmen baseras på Myra Lewis och Murray Silvers bok Great Balls of Fire - the Uncensored Story of Jerry Lee Lewis.

## Handling
Filmen handlar om Jerry Lee Lewis liv i slutet av 1950-talet.

## Om filmen
Filmen är inspelad i Marion, Memphis och West Memphis. Den hade världspremiär den 30 juni 1989 i USA och svensk premiär den 13 oktober samma år på Filmstaden och Rigoletto i Stockholm samt DownTown i Malmö. Den svenska åldersgränsen är 11 år.

## Rollista
- Dennis Quaid - Jerry Lee Lewis
- Winona Ryder - Myra Gale Brown
- John Doe - J.W. Brown
- Stephen Tobolowsky - Jud Phillips
- Trey Wilson - Sam Phillips
- Alec Baldwin - Jimmy Swaggart
- Steve Allen - sig själv
- Jimmie Vaughan - Roland Janes

## Musik i filmen
Jerry Lee Lewis gjorde nyinspelningar av sina sånger för denna film och Dennis Quaid mimade. 
- Teddy Bear, skriven av Kal Mann och Bernie Lowe, framförd av Elvis Presley
- Crazy Arms, skriven av Ralph Mooney och Chuck Seals, framförd av Jerry Lee Lewis
- Whole Lotta Shakin' Goin' On, skriven av David Williams och Sunny David, framförd av Jerry Lee Lewis
- I'm Throwing Rice at the Girl That I Love, skriven av Eddy Arnold, Edward G. Nelson och Steve Nelson, framförd av Jerry Lee Lewis
- Great Balls of Fire, skriven av Otis Blackwell och Jack Hammer, framförd av Jerry Lee Lewis
- Breathless, skriven av Otis Blackwell, framförd av Jerry Lee Lewis
- High School Confidential, skriven av Ron Hargrave och Jerry Lee Lewis, framförd av Jerry Lee Lewis
- That Lucky Old Sun, skriven av Haven Gillespie och Beasley Smith, framförd av Jerry Lee Lewis
- I'm On Fire, skriven av Bob Feldman, Jerry Goldstein och Richard Gottehrer, framförd av Jerry Lee Lewis
- Big Legged Woman, skriven av James Williams, framförd av Booker T. Jones
- Real Wild Child (Wild One), skriven av Johnny O'Keefe, Johnny Greenan och Dave Owens, framförd av Jerry Lee Lewis
- Raunchy, skriven av Bill Justis och Sidney Merker, framförd av Bill Justis
- Honey Don't, skriven och framförd av Carl Perkins
- Rudolph the Red Nosed Reindeer, skriven av Johnny Marks, framförd av Gene Autry
- Rudolph the Red Nosed Reindeer, skriven av Johnny Marks, framförd av Joe Nettles
- Whole Lotta Shakin' Goin' On, skriven av David Williams och Sunny David, framförd av Valerie Wellington
- Lover, skriven av Richard Rodgers och Lorenz Hart, framförd av Les Paul och Mary Ford
- Rocket 88, skriven och framförd av Jackie Brenston
- As You Desire Me, skriven av Allie Wrubel, framförd av William Doggett
- Beat Guitar, skriven av John Greek och Richard Dangel, framförd av The Wailers
- Patricia, skriven och framförd av Dámaso Pérez Prado
- Happy Organ, skriven av Kurt Wood, James Kriegsman och Dave Cortez, framförd av Dave Cortez
- Singing & Swingin' For Me, skriven av Al Dexter och James Paris, framförd av Bill Boyd's Cowboy Ramblers
- Last Night, skriven av C. Axton, F. Newman, J. Smith, G. Caple och C. Moman, framförd av The Mac-Keys

## Utmärkelser
- 1990 - Young Artist Award - Bästa unga filmskådespelerska, Winona Ryder